# Zona vascófona de Navarra

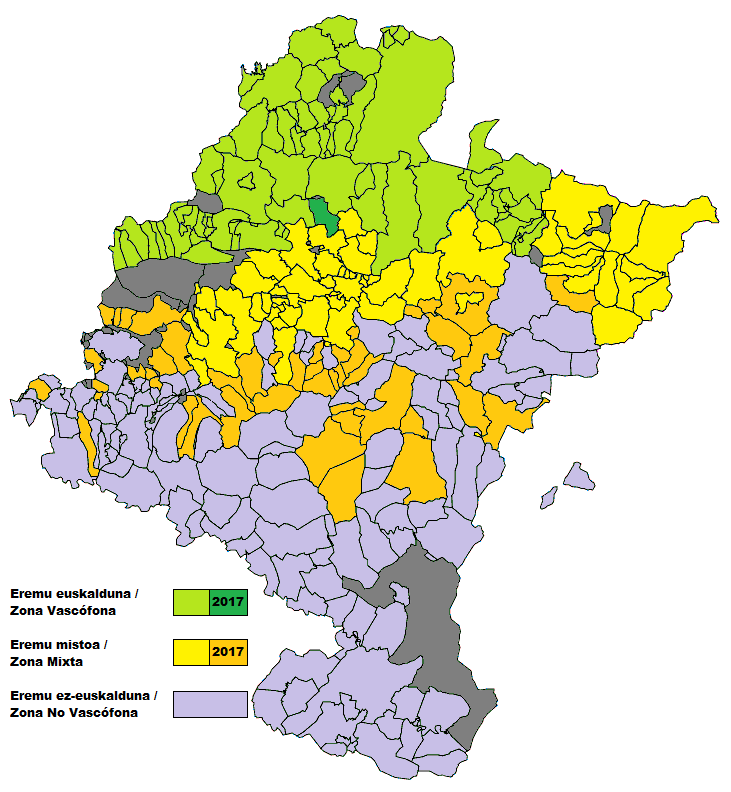
Distribución por municipios de las zonas vascófona, mixta y no vascófona tras la reforma de 2017.

La zona vascófona de Navarra es la zona lingüística del noroeste de la Comunidad Foral de Navarra (España) en la que el euskera es la lengua tradicional de su población y en la que por tanto, en aplicación del principio de predominio lingüístico consagrado en el Amejoramiento del Fuero, esta lengua tiene carácter cooficial junto con el castellano. 

## Delimitación
La zona vascófona abarca 64 pequeños municipios (ninguno de los cuales mayor de 10.000 habitantes) de los valles atlánticos y pirenáicos del noroeste de Navarra. Su población  suponía en 2012 el 9 % de la población total de Navarra. En 2001 el 67,3 % de los habitantes de esta zona era vascoparlante.

### Municipios
Forman parte de la zona vascófona de Navarra los términos municipales de Abaurrea Alta, Abaurrea Baja, Alsasua, Anué, Araiz, Aranaz, Arano, Araquil, Arbizu, Areso, Aria, Arive, Arruazu, Bacáicoa, Basaburúa Mayor, Baztán, Beinza-Labayen, Bertizarana, Betelu, Burguete, Ciordia, Donamaría, Echalar, Echarri Aranaz, Elgorriaga, Erasun, Ergoyena, Erro, Esteríbar, Ezcurra, Garayoa, Garralda, Goizueta, Huarte-Araquil, Imoz, Irañeta, Ituren, Iturmendi, Lacunza, Lanz, Larráun, Lecumberri, Leiza, Lesaca, Oiz, Olazagutía, Orbaiceta, Orbara, Roncesvalles, Saldías, Santesteban, Sumbilla, Ulzama, Urdax, Urdiáin, Urroz de Santesteban, Valcarlos, Vera de Bidasoa, Villanueva de Aézcoa, Yanci, Zubieta y Zugarramurdi.
Asimismo, forman parte de la zona vascoparlante los municipios de Irurzun y Lecumberri constituidos en 1991 y 1995 respectivamente previa segregación de los municipios también vascófonos de Araquil y Larráun.
Una modificación a la ley realizada en junio de 2017 permitió que Atez, pasara de la zona mixta a la zona vascófona.

## Régimen lingüístico
De acuerdo al régimen de cooficialidad del euskera establecido para las zonas vascoparlantes de Navarra en el artículo 9 del Amejoramiento del Fuero, la Ley Foral del Euskera establece que los ciudadanos en esta zona pueden relacionarse con la administración y recibir los servicios públicos en cualquiera de los dos idiomas oficiales. Así mismo, se confiere a los ciudadanos de la zona vascófona la facultad de elegir la lengua en la que desean que se tramite el procedimiento administrativo que promuevan, previéndose además que si hubiera varios promotores de un mismo procedimiento, la lengua de tramitación será la que acuerden estos entre sí. En el ámbito del empleo público, se dispone que las administraciones radicadas en esta zona especificarán las plazas para las que sea preceptivo el conocimiento del euskera y para todas las demás dicho conocimiento se considerará como mérito cualificado. Actualmente el peso del euskera en la puntuación total de un concurso de empleo público para un puesto de trabajo de esta zona está fijado en el 6 % del total, incrementado hasta el 10 % en el caso de puestos de trabajo que impliquen especial relación o atención al público.
En esta zona los topónimos tendrán una denominación oficial en euskera, salvo que exista denominación distinta en castellano, en cuyo caso se utilizarán ambas.
En cuanto a la enseñanza, los alumnos recibirán la educación en la lengua oficial que elija la persona que tenga atribuida la patria potestad o tutela o, en su caso, el propio alumno. En los niveles educativos no universitarios será obligatoria la enseñanza tanto del euskera como del castellano en calidad de lenguas oficiales de la zona vascófona, de tal modo que los alumnos, al final de su escolarización básica, acrediten un nivel suficiente de capacitación en ambas lenguas. A tal fin, el Decreto Foral 159/1988, dictado en desarrollo de la Ley Foral del Euskera, autoriza a los centros de esta zona a la impartición de los modelos educativos A (castellano como lengua vehicular con euskera como asignatura), D (euskera como lengua vehicular con el castellano como asignatura) o B (ambas lenguas como lengua vehicular). Se exime de la enseñanza del euskera a los que hayan iniciado sus estudios de enseñanza primaria fuera de la zona o aquellos que justifiquen debidamente su residencia no habitual en la misma. 